# Holland Roden
Holland Marie Roden (n. 7 octombrie 1986, Dallas, Texas, SUA) este o actriță americană, cunoscută pentru rolul ei Lydia Martin în MTV's teen drama Teen Wolf.

## Viața timpurie
Roden s-a născut în Dallas, Texas, unde a învățat la școala privată de fete Hockday. Ea a venit de la un medic de familie specializat în biologie moleculară și studii privind femeile de la UCLA, și a petrecut trei ani și jumătate în pre-educație medicală cu scopul de a deveni un chirurg cardiolog înainte de a prelua interimar full-time.

## Filmografia

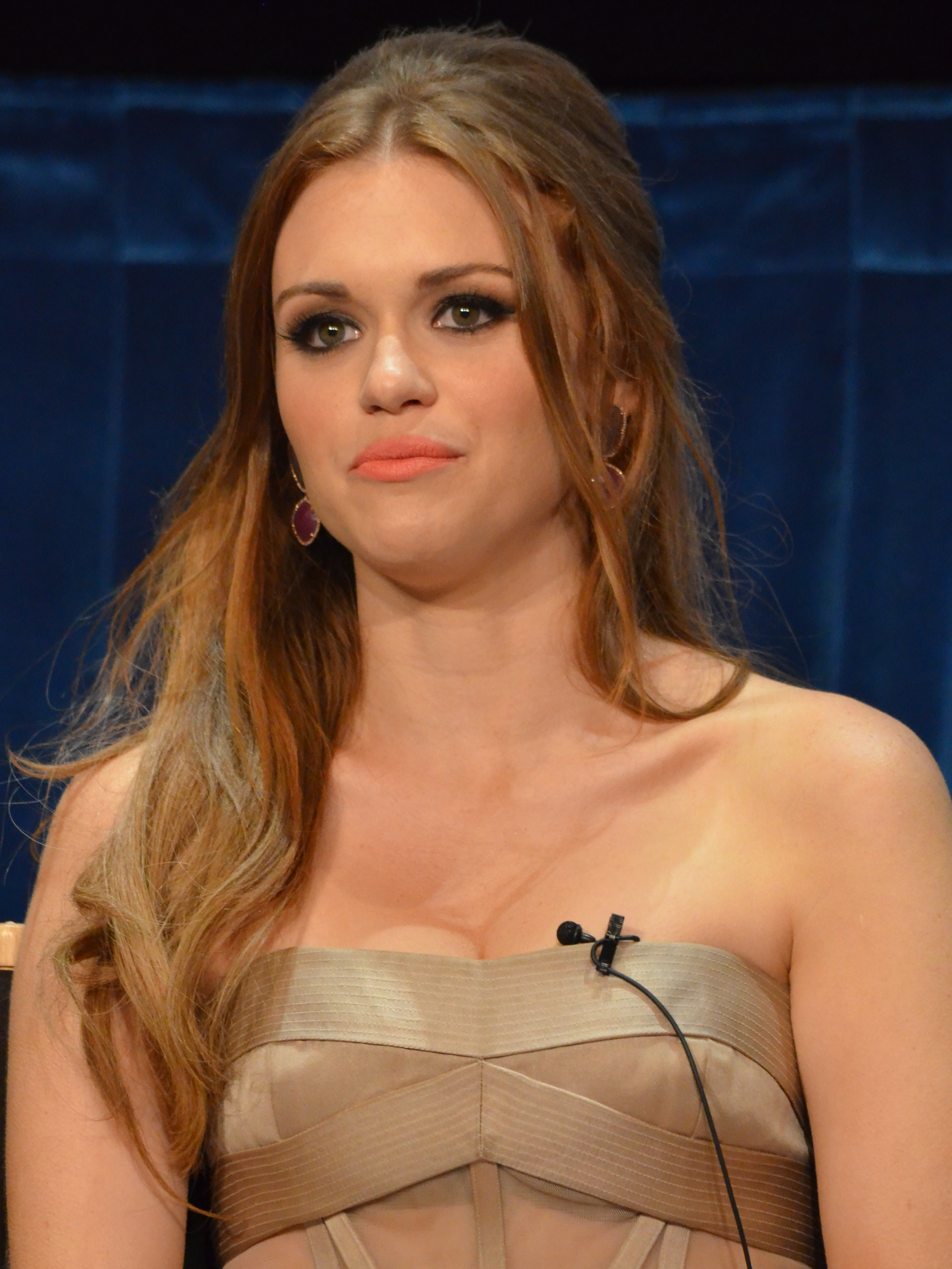
Roden pe scena de la Paley în Mai 2012

### Film
| An   | Film                             | Rolul            | Notă            |
| ---- | -------------------------------- | ---------------- | --------------- |
| 2004 | Considerare                      | Angela           | Scurt           |
| 2004 | Înapoi la Fermă                  | Zori Leatherwood | Scurt           |
| 2009 | Adu-L Pe: Luptă până la capăt    | Skyler           | Direct-to-video |
| 2011 | Charlie Brown: Neghiob Răzbunare | Peppermint Patty | Scurt           |
| 2011 | Dimineața Dragoste               | Fata             | Scurt           |
| 2013 | Casa de Praf                     | Gabby            |                 |
| 2015 | Cry of Fear                      | Lydia            | Scurt           |
| 2016 | Pufos                            | Film Scurt       |                 |